# Số điện thoại ở Đài Loan
Số điện thoại ở Đài Loan sử dụng hệ thống mã vùng từ 02 đến 08. Các số theo mã vùng chỉ định nhà khai thác mạng (Chunghwa Telecom và các đối thủ cạnh tranh). Số điện thoại di động bắt đầu bằng 09' và mã quay số quốc tế để gọi đến Đài Loan là 886.

## 886
Nguồn:
Số khẩn cấp ở Đài Loan là 110 (cảnh sát) và 119 (dịch vụ cứu hỏa và cứu thương).
Khi thực hiện cuộc gọi đường dài giữa các khu vực từ Đài Loan, cần có tiền tố đường dài "0". Nếu các cuộc gọi được thực hiện từ trong cùng một mã vùng, thì mã vùng không cần được đưa vào. Các cuộc gọi giữa các khu vực được định nghĩa là các cuộc gọi điện thoại đường dài ngay cả khi hai số có cùng một tiền tố.
Nếu các cuộc gọi được thực hiện từ bên ngoài Đài Loan, "0" của tiền tố mã vùng sẽ bị bỏ qua.
Bảng mã vùng sau đây bao gồm tiền tố "0" này. Chính phủ dự trữ mã 1 cho Nam Kinh, thủ đô của Trung Hoa Dân quốc theo hiến pháp, mà nó không thực sự kiểm soát.
| Mã vùng | Vùng       | Phân khu                  | Chữ số | Ghi chú |
| ------- | ---------- | ------------------------- | ------ | --- |
| 02      | Đài Bắc    | Đài Bắc, Tân Bắc, Cơ Long | 8      | Các số bắt đầu bằng 2,3 và 8 được gán cho Viễn thông Chunghwa (ILEC - nhà khai thác chính), Phạm vi số bắt đầu bằng 4, 5, 6 và 7 là các nhà khai thác mạng cố định cạnh tranh, như Mạng cố định Đài Loan (TFN), Mới Century InfoComm LTD (NCIC) và Asia Pacific Telecom (APT), vì Chunghwa Telecom không còn giữ độc quyền trong khu vực thị trường này.                                                                             |
| 03      | Đào Viên   | Đào Viên                  | 7      | bắt đầu bằng 2 * (nhỏ), 3 (huyện Đào Viên), 4 * (Trung Lịch) Các số bắt đầu với phạm vi 21, 22, 28 được gán cho (CHT), Số bắt đầu bằng 25 (APT), 26 (TFN) và 27 (NCIC) thuộc về các nhà khai thác địa phương cạnh tranh. Tất cả các số bắt đầu bằng 3 thuộc về Chunghwa Telecom, vì CHT giữ độc quyền ở quận Đào Viên. Các số bắt đầu bằng 4 được gán cho Chunghwa Telecom ngoại trừ các phạm vi 405 (APT), 406 (TFN) và 449 (NCIC). |
| 03      | Tân Trúc   | Tân Trúc, Tân Trúc        | 7      | bắt đầu bằng 5 (chính), 6 * (nhỏ) Các số bắt đầu bằng 6 được gán cho CHT ngoại trừ 60 (APT), 61 (TFN), 62 (NCIC). |
| 03      | Hoa Liên   | Hoa Liên                  | 7      | bắt đầu bằng 8 * Số phạm vi bắt đầu bằng 800, 805 và 890 lần lượt thuộc về APT, TFN và NCIC. Tất cả các số khác bắt đầu bằng 8 được gán cho nhà khai thác cố định thống trị (Chunghwa Telecom). |
| 03      | Nghi Lan   | Nghi Lan                  | 7      | bắt đầu bằng 9 Tất cả các phạm vi số được gán cho Chunghwa Telecom ngoại trừ các số bắt đầu bằng 900 (APT), 905-906 (TFN), 910 (NCIC). |
| 037     | Miêu Lật   | Miêu Lật                  | 6      | |
| 04      | Đài Trung  | Đài Trung                 | 8      | bắt đầu bằng 22-24 & 270 (thành thị), 25 (Phong Nguyên, kể cả Trác Lan), 26 (Đại Giáp và Sa Lộc), 3 (nhỏ) |
| 04      | Chương Hóa | Chương Hóa                | 7      | bắt đầu bằng 7 (Chương Hóa), 8 (Viên Lâm) |
| 049     | Nam Đầu    | Nam Đầu                   | 7      | bắt đầu bằng 2, kể cả Phân Viên, Chương Hóa, 5-7 (nhỏ) |
| 05      | Gia Nghĩa  | Gia Nghĩa, Gia Nghĩa      | 7      | bắt đầu bằng 2 (Gia Nghĩa và Dân Hùng), 3 (Đông Thạch) |
| 05      | Vân Lâm    | Vân Lâm                   | 7      | bắt đầu bằng 5 (Đấu Lục), 6 (Hổ Vĩ), 7 (Bắc Cảng) |
| 06      | Đài Nam    | Đài Nam                   | 7      | bắt đầu bằng 2 & 3 (thành thị), 5 (Tân Hóa và Thiện Hóa), 6 (Tân Doanh), 7 (Giai Lý) |
| 06      | Bành Hò    | Bành Hồ                   | 7      | bắt đầu bằng 9 |
| 07      | Cao Hùng   | Cao Hùng                  | 7      | kể cả Quần đảo Đông Sa và Quần đảo Trường Sa (Lưu ý: Tiền tố 070 được sử dụng cho các dịch vụ điện thoại VOIP, các số này có 8 chữ số thay vì 7). |
| 08      | Bình Đông  | Bình Đông                 | 7      | bắt đầu bằng 7 (Bình Đông và Triều Châu, 8 (Đông Cảng và Hằng Xuân) |
| 082     | Kim Môn    | Kim Môn                   | 6      | chủ yếu bắt đầu bằng 3 |
| 0826    | Ô Khâu     | Ô Khâu                    | 5      | bắt đầu bằng 6 |
| 0836    | Mã Tổ      | Liên Giang                | 5      | bắt đầu bằng 2 (Nam Can), 5(Bắc Can), 7 (Đông Dẫn), 8 (Cử Quang) |
| 089     | Đài Đông   | Đài Đông                  | 6      | |

## 0974090395
Số điện thoại di động Đài Loan luôn bắt đầu bằng 09xx sau 6 chữ số (ví dụ: 0974   xxx xxx). Số 0 bị bỏ qua khi gọi số điện thoại di động Đài Loan từ bên ngoài Đài Loan (ví dụ: +886 970699044). Nếu gọi điện thoại cố định trong Đài Loan từ điện thoại di động Đài Loan địa phương, phải bao gồm tiền tố mã vùng 886(ví dụ +886 mã vùng + số điện thoại cố định 8 chữ số).
Tiền tố:+886 0886651051
Điện thoại di động 091-098(phạm vi 097 chủ yếu được sử dụng cho các dịch vụ dữ liệu không dây, sms).

## Tỷ lệ miễn phí và phí bảo hiểm
Số điện thoại miễn phí bắt đầu bằng tiền tố 0800.
Các số trong tiền tố 020x được sử dụng cho các dịch vụ giá trị gia tăng:
| Mã   | Mục đích phục vụ      |
| ---- | --------------------- |
| 0201 | Dịch vụ bỏ phiếu      |
| 0203 | Thông báo hàng loạt   |
| 0204 | Số tỷ lệ phí bảo hiểm |

## Mã số điện thoại quốc tế
Mã số điện thoại quốc tế được Liên minh Viễn thông Quốc tế (ITU) gán cho các quốc gia thành viên và các cơ quan phụ thuộc của họ. Tuy nhiên, do Đài Loan không phải là quốc gia thành viên của ITU, nên nó phải được cấp mã 886 không chính thức, với ITU liệt kê mã là 'dành riêng' cho đến năm 2006. Cho đến cuối những năm 1970, Đài Loan đã sử dụng mã 866, nhưng mã 86 được gán lại cho Cộng hòa Nhân dân Trung Quốc phù hợp với tư cách thành viên chính thức của ITU, buộc Đài Loan phải sử dụng một mã khác cho các quốc gia muốn duy trì kết nối quay số trực tiếp.